# 菊ノ尾通
菊ノ尾通（きくのおとおり・きくのおどおり）は、愛知県名古屋市西区にあった地名。

## 概要
郵便番号は451。現在の名西・則武新町1丁目の各一部に相当する。

## 地理
名古屋市西区南部に位置していた。廃止時点で東は押切、南北とも南押切町・平野町、西は上更通に接していた。西から順に3丁目まで設定されていた。町内中央を東西に国道22号が通過している。

## 歴史

### 地名の由来
南押切の旧字名に由来するという。

### 沿革
- 1941年（昭和16年）10月14日 - 西区西菊井町・菊井通・桜木町・南押切町・南押切・平野町の各一部より成立[3][4]。
- 1981年（昭和56年）8月23日 - 住居表示の実施に伴い[2]、一部が押切一丁目・菊井一丁目となる[5][4]。
- 1994年（平成6年）2月14日 - 残部が名西一丁目・則武新町一丁目となり消滅[6]。

## 交通

### バス
- 名古屋市営バス（名古屋市交通局）
  - 「菊ノ尾通（きくのおどおり）二丁目」停留所 - 地名として消滅した後も改称されず、現存する。
  - 「済生会病院」停留所

## 道路
- 国道22号

## 施設
- 市営南押切荘